# Parrocchie della diocesi di Pinerolo

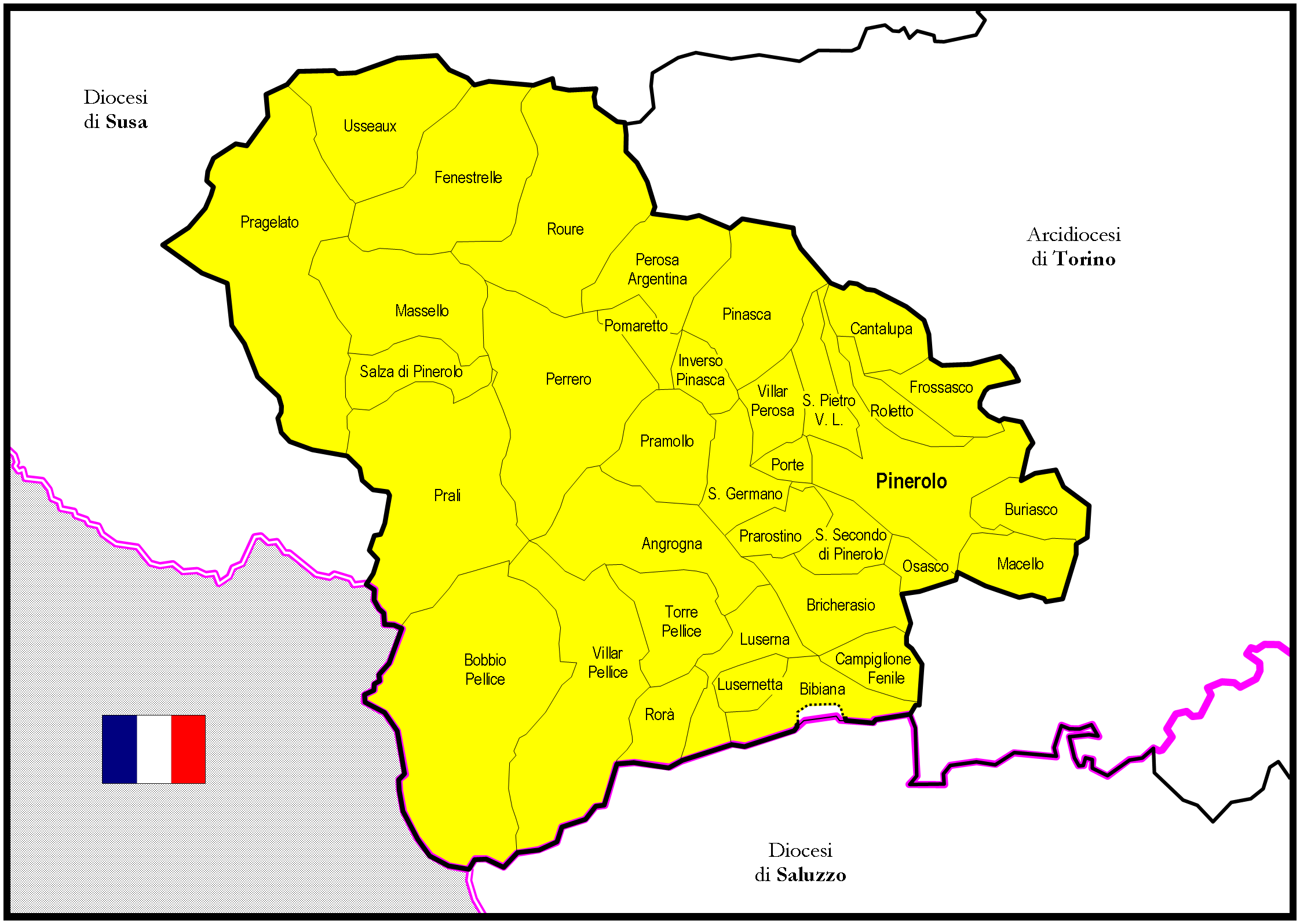
Mappa della diocesi

Le parrocchie della diocesi di Pinerolo sono 62.

## Vicarie
La diocesi è organizzata in 4 vicarie. 

### Vicaria foranea urbana
| Parrocchia                  | Patrono                   | Comune                | Frazione/Quartiere |
| --------------------------- | ------------------------- | --------------------- | ------------------ |
| San Donato nella Cattedrale | San Donato                | Pinerolo              | centro             |
| Abbadia Alpina              | San Verano                | Pinerolo              | Abbadia Alpina     |
| Baudenasca                  | San Marco Evangelista     | Pinerolo              | Baudenasca         |
| Borgo Nuovo                 | San Leonardo Murialdo     | Pinerolo              | Borgo Nuovo        |
| Fornaci                     | Madonna di Fatima         | Pinerolo              | Fornaci            |
| Pascaretto                  | Santa Maria della Neve    | Pinerolo              | Pascaretto         |
| Riva di Pinerolo            | Santa Barbara             | Pinerolo              | Riva               |
| San Lazzaro                 | Cuore Immacolato di Maria | Pinerolo              | San Lazzaro        |
| San Luigi                   | San Luigi IX              | Pinerolo              | San Luigi          |
| San Pietro Val Lemina       | Santi Pietro e Paolo      | San Pietro Val Lemina | centro             |
| Spirito Santo               | Spirito Santo             | Pinerolo              | Spirito Santo      |
| Tabona                      | Santi Michele e Lorenzo   | Pinerolo              | Tabona             |
| Talucco                     | Santa Maria Maddalena     | Pinerolo              | Talucco            |

### Vicaria foranea della Pianura
| Parrocchia              | Patrono                         | Comune                  | Frazione/Quartiere |
| ----------------------- | ------------------------------- | ----------------------- | ------------------ |
| San Secondo di Pinerolo | San Secondo                     | San Secondo di Pinerolo | centro             |
| Appendini               | Nostra Signora del Buon Rimedio | Buriasco                | Appendini          |
| Buriasco                | San Michele Arcangelo           | Buriasco                | centro             |
| Cantalupa               | Santa Maria Assunta             | Cantalupa               | centro             |
| Frossasco               | San Donato                      | Frossasco               | centro             |
| Macello                 | Santa Maria Maddalena           | Macello                 | centro             |
| Miradolo                | Santa Maria Assunta             | San Secondo di Pinerolo | Miradolo           |
| Osasco                  | Natività di Maria Vergine       | Osasco                  | centro             |
| Prarostino              | San Bartolomeo Apostolo         | Prarostino              | centro             |
| Roletto                 | Natività di Maria Vergine       | Roletto                 | centro             |

### Vicaria foranea della Val Pellice
| Parrocchia        | Patrono                   | Comune               | Frazione/Quartiere |
| ----------------- | ------------------------- | -------------------- | ------------------ |
| Torre Pellice     | San Martino Vescovo       | Torre Pellice        | centro             |
| Airali            | Sacro Cuore di Gesù       | Luserna San Giovanni | Airali             |
| Angrogna          | San Lorenzo Martire       | Angrogna             | centro             |
| Bibiana           | San Marcellino Vescovo    | Bibiana              | centro             |
| Bobbio Pellice    | Santa Maria Assunta       | Bobbio Pellice       | centro             |
| Bricherasio       | Santa Maria Assunta       | Bricherasio          | centro             |
| Campiglione       | San Giovanni Battista     | Campiglione-Fenile   | Campiglione        |
| Fenile            | Santi Gervasio e Protasio | Campiglione-Fenile   | Fenile             |
| Luserna           | San Giacomo Apostolo      | Luserna San Giovanni | Luserna            |
| Lusernetta e Rorà | Sant'Antonio Abate        | Lusernetta e Rorà    | centro             |
| San Giovanni      | San Giovanni Battista     | Luserna San Giovanni | San Giovanni       |
| San Michele       | San Michele Arcangelo     | Bricherasio          | San Michele        |
| Villar Pellice    | San Maurizio              | Villar Pellice       | centro             |

### Vicaria foranea delle Valli Chisone e Germanasca
| Parrocchia          | Patrono                      | Comune              | Frazione/Quartiere |
| ------------------- | ---------------------------- | ------------------- | ------------------ |
| Villar Perosa       | San Pietro in Vincolo        | Villar Perosa       | centro             |
| Campoforano         | Natività di Maria Vergine    | Salza di Pinerolo   | Campoforano        |
| Castel del Bosco    | Santo Stefano Protomartire   | Roure               | Castel del Bosco   |
| Dubbione            | San Rocco                    | Pinasca             | Dubbione           |
| Fenestrelle         | San Luigi IX                 | Fenestrelle         | centro             |
| Gran Dubbione       | Sant'Antonio Abate           | Pinasca             | Grandubbione       |
| Inverso Pinasca     | San Francesco di Sales       | Inverso Pinasca     | centro             |
| La Ruà              | Santa Maria Assunta          | Pragelato           | La Ruà             |
| Meano               | San Giuseppe                 | Perosa Argentina    | Meano              |
| Mentoulles          | San Giusto                   | Fenestrelle         | Mentoulles         |
| Perosa Argentina    | San Genesio                  | Perosa Argentina    | centro             |
| Perrero             | Santa Maria Maddalena        | Perrero             | centro             |
| Pinasca             | Santa Maria Assunta          | Pinasca             | centro             |
| Pomaretto           | San Nicolao                  | Pomaretto           | centro             |
| Porte               | San Michele Arcangelo        | Porte               | centro             |
| Pramollo            | Natività di Maria Vergine    | Pramollo            | Rue                |
| Rodoretto           | San Lorenzo Martire          | Prali               | Rodoretto          |
| San Germano Chisone | San Germano                  | San Germano Chisone | centro             |
| San Martino         | San Martino Vescovo          | Perrero             | San Martino        |
| Traverses           | San Lorenzo Martire          | Pragelato           | Traverses          |
| Trossieri           | Invenzione della Santa Croce | Perrero             | Trossieri          |
| Turina              | San Carlo Borromeo           | San Germano Chisone | Turina             |
| Usseaux             | San Pietro Apostolo          | Usseaux             | centro             |
| Villa               | Santa Maria Assunta          | Prali               | Villa              |
| Villaretto          | San Giovanni Battista        | Roure               | Villaretto         |